# شرح چهل حدیث
شرح چهل حدیث کتابی نوشته سیدروح‌الله خمینی است که در آن به بررسی و شرح چهل حدیث پیرامون مسئله اخلاق، عرفان و اصول عقائد پرداخته شده‌است.
گردآوری و شرح ۴۰ حدیث، مسئله‌ایست که بسیاری از عالمان دینی بدان پرداخته‌اند و ریشه‌اش روایاتی است که در کتب شیعیان و اهل سنت به صورت‌های گوناگون روایت شده‌است؛ مانند:

هرکس چهل حدیث دربارهٔ امور دینی مورد احتیاج امت من حفظ کند و به آنان برساند، خداوند در روز قیامت وی را فقیهی عالم محشور می‌گرداند.

هفت حدیث از این مجموعه، در باب اعتقادات، مباحث عرفانی و معارف دینی بوده که در آخر مجموعه قرار گرفته اند.
بیشتر مباحث کتاب  شرح چهل حدیث، به احادیث فضائل و رذائل پرداخته است. اوّلین حدیث، مربوط به جهاد نفس می باشد و سپس ریا، عجب، تکبّر، حسد، دنیا دوستی، غضب، تعصّب، نفاق و هوای نفس به عنوان مهم ترین رذائل اخلاقی، به گونه ای تقریباً تفصیلی وارسی شده اند. این کتاب، به زبان‌های عربی، انگلیسی، فرانسوی، اردو، تایلندی و کردی ترجمه و منتشر شده‌است.